# Конгресо (станция метро)
«Конгресо» (исп. Congreso) — станция Линии A метрополитена Буэнос-Айреса. Станция расположена между станциями Саэнс Пенья и Паско. Она была названа в честь Конгресса Аргентины расположенного всего в нескольких метрах от станции. Станция расположена на Площади Мая, из-за близости Конгресса здесь на дорогах ограниченный доступ и пробки, выход со станции позволяет быстро попасть в здание Конгресса.

## Местоположение
Станция расположена на одном из главных проспектов города, проспекте Авенида Ривадавия на пересечении с проспектами Авенида Кальяо и Авенида Энтре-Риос, в районах Буэнос-Айреса Бальванера, Монсеррат и Сан-Николаc.

## Городские достопримечательности
- Конгресс Аргентины
- Библиотека Конгресса
- Площадь Конгресса
- Конфитериа Эль Молино

## История
Эта станция принадлежала к первой части линии открытой 1 декабря 1913 года связывая станции  Пласа Мисерере и Площадь Мая.
В 1997 году эта станция была объявлена национальным историческим памятником.

## Сегодня
Станция была полностью восстановлена. Во время ремонтных работ было удаление и замена керамических стен и платформ.
Другие улучшения включают в себя модернизацию эскалаторов и установка лифта для входа и выхода людей с ограниченными возможностями.
Планируется что проектируемая линия F будет проходить через это место и станция будет пересадочной на  линию F.

## Галерея

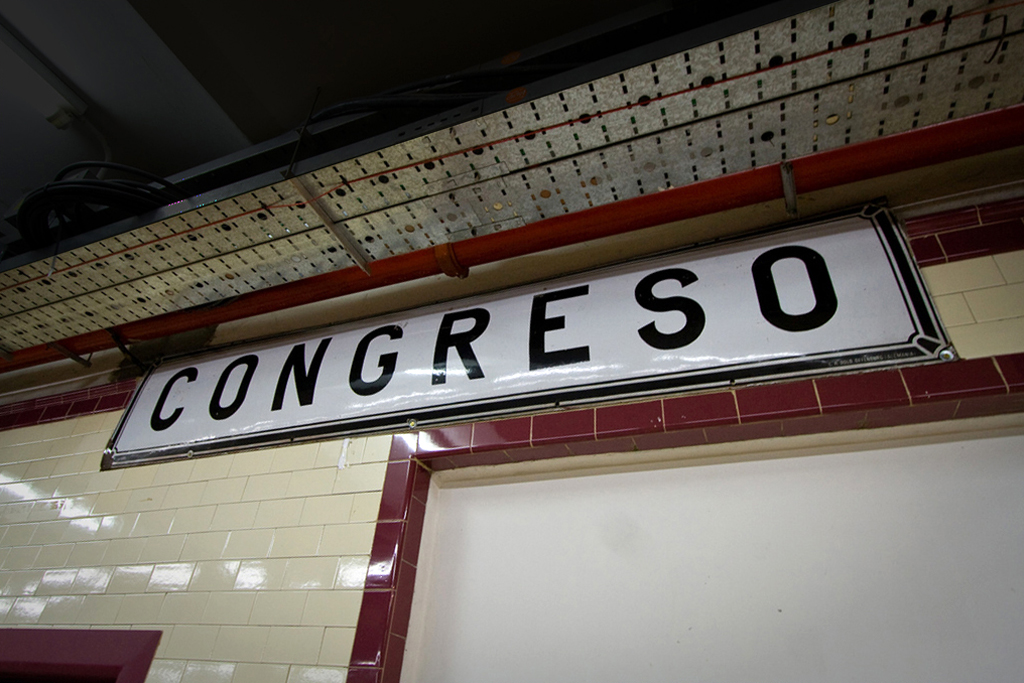
Название станции
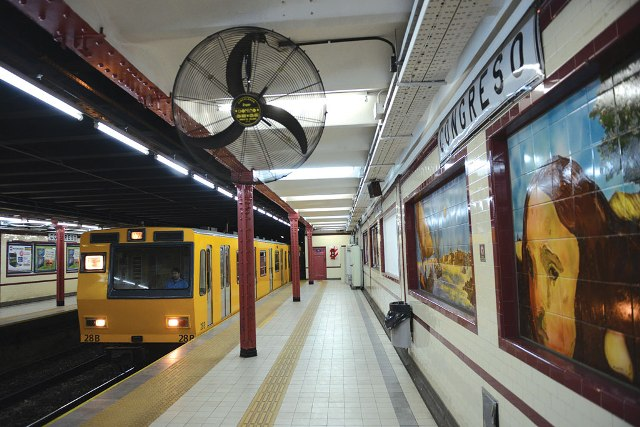
Вид станции
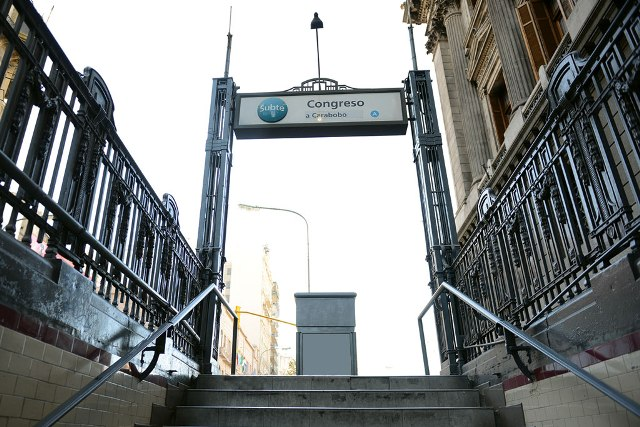
Вид с улицы
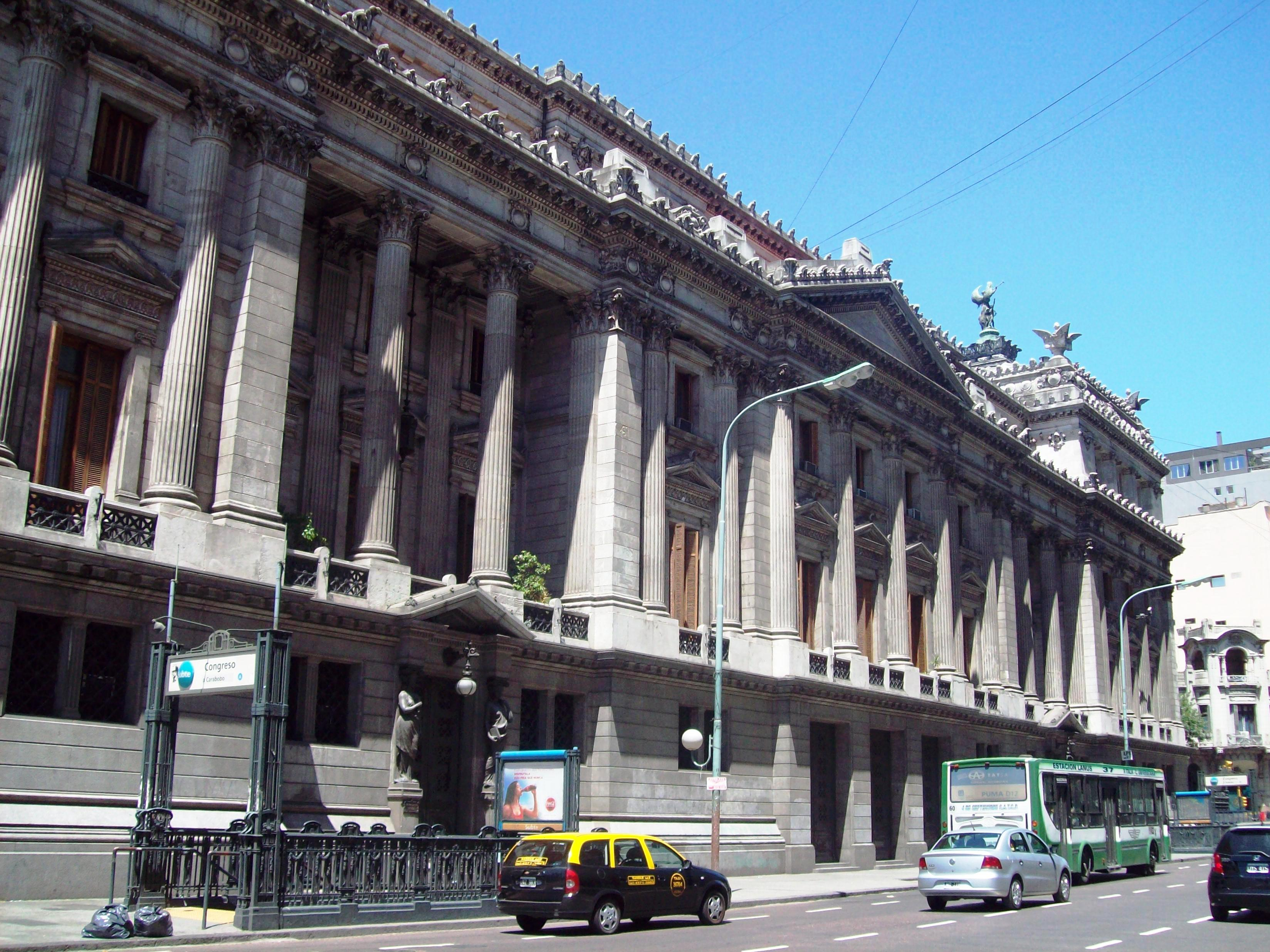
Вход в Конгресс Аргентины
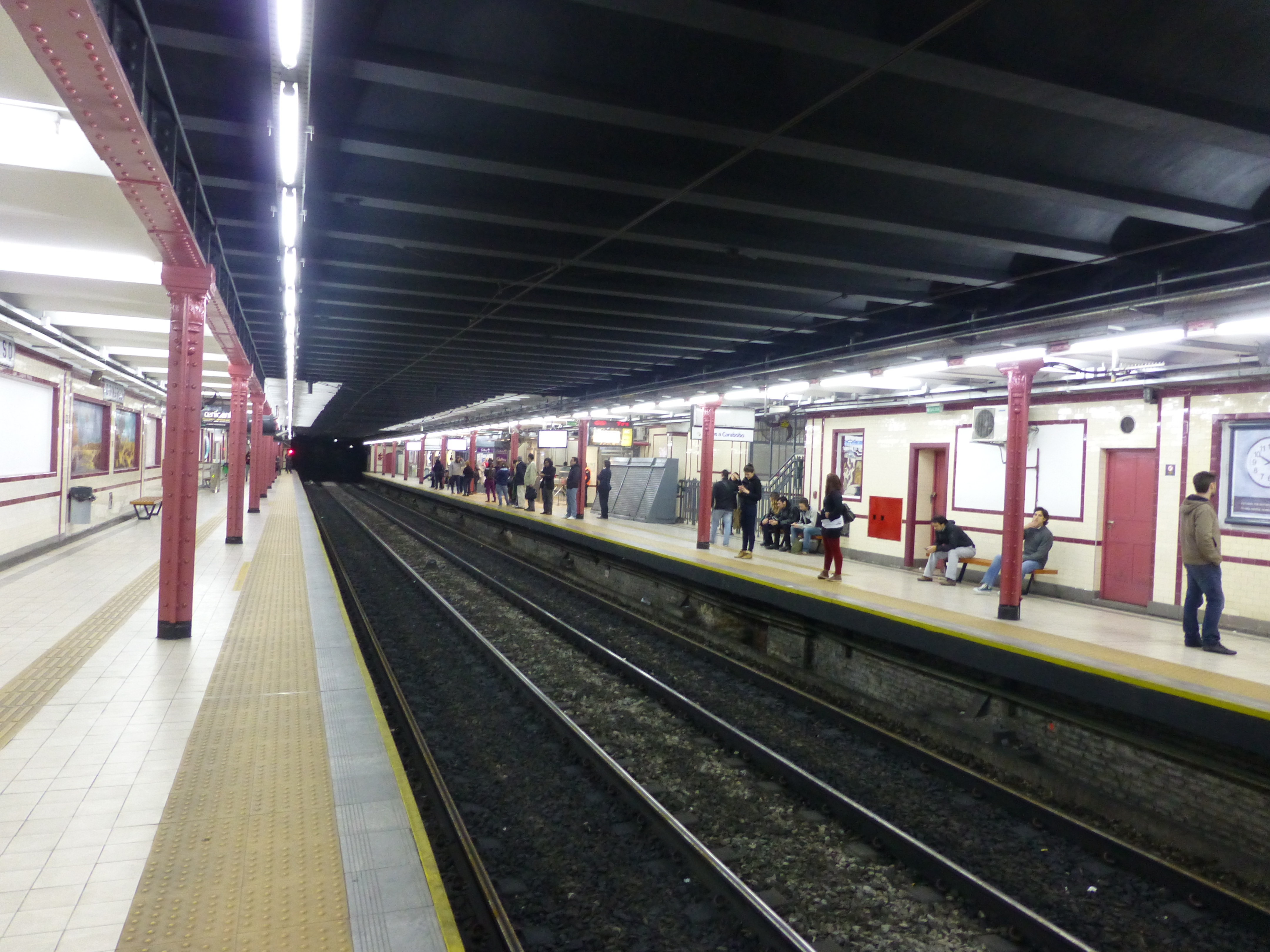
Панорама станции